# Скотты
Ско́тты (лат. Scotti) — группа кельтских племён. По-видимому, переселились с континента в Ирландию не ранее 400 года до нашей эры. В результате слияния с более древним доиндоевропейским населением Ирландии и другими этническими элементами образовали древнеирландскую народность.
Часть скоттов, переселившись на территорию современной Шотландии (вероятно, около 500 года н. э.), создала государство Дал Риаду, первоначально имевшее территорию как в Шотландии, так и в Ирландии.
Король Дал Риады Кеннет МакАлпин объединил в 843 году своё королевство с королевством пиктов, образовав государство Альба. В английский язык это государство вошло под названием Scotland ("Шотландия"), то есть «страна скоттов». 
В конце V века скотты перешли в христианство. В раннем Средневековье активно участвовали в миссионерской деятельности на европейском материке.